# 粉蝶花
粉蝶花，又稱喜林草、琉璃唐草等，是一種一年生草本植物，原產於北美西部。

## 分布
該植物原產於加利福尼亞州、下加利福尼亞州和俄勒岡州。
它幾乎生長在加利福尼亞州全境，海拔從海平面到近6,500英尺（2,000）。它生長在多種類型的棲息地，包括濃密常綠闊葉灌叢、山穀草地和山地。

## 描述
粉蝶花有多種外觀。下部葉有柄，淺裂，對生，長10—50（0.4—2.0英寸），裂片5-13片，每片全緣或具1-3齒。上部葉或多或少無梗，且比下部葉淺裂。花序柄長20—60（0.8—2.4英寸）。萼裂片4—8（0.2—0.3英寸）。花是藍色的，中心白色或全白色，通常有藍色的脈和靠近中心的黑色點。寬6—40（0.2—1.6英寸）。管小於或相當於細絲。

### 變種
該物種包括三個變種：
- Nemophila menziesii var. atomaria是白色的花朵，上面有黑色的點，花冠上通常有淡藍色的色調或藍色的紋理。它發現於俄勒岡州、加利福尼亞州西北部、加利福尼亞州中央海岸和舊金山灣區的沿海懸崖或草坡上。
- Nemophila menziesii var. integrifolia是藍色的花朵，中心有黑點，葉脈深藍色。分佈於中央海岸、南部海岸山脈、加利福尼亞州西南部、內華達山脈以東以及莫哈韋沙漠和下加利福尼亞州的草原、峽谷、林地和斜坡。
- Nemophila menziesii var. menziesii是亮藍色的花朵，中心白色，通常點綴著黑色。 它幾乎遍布整個加利福尼亞州的草地、草原、濃密常綠闊葉灌叢、林地、斜坡和沙漠沖刷地，但它並不出現在海拔5,200英尺（1,600）以上。

## 栽培
粉蝶花也被栽培為觀賞植物，作為本土植物、省水花園、傳統花園和野生花園中的一年生野花。
它偶爾會作為引進物種出現在其原生範圍之外，例如阿拉斯加。

## 圖集

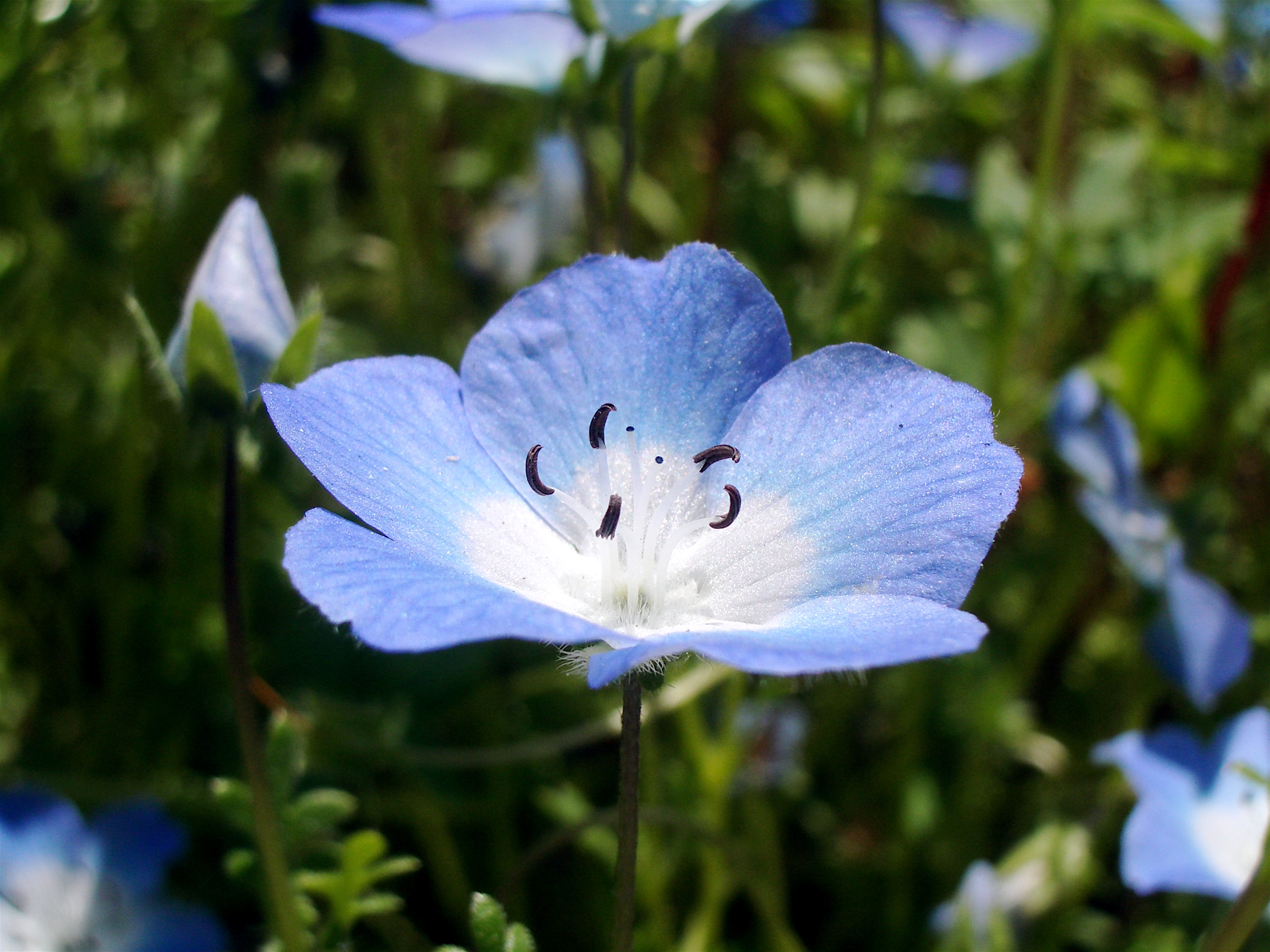
地點未知
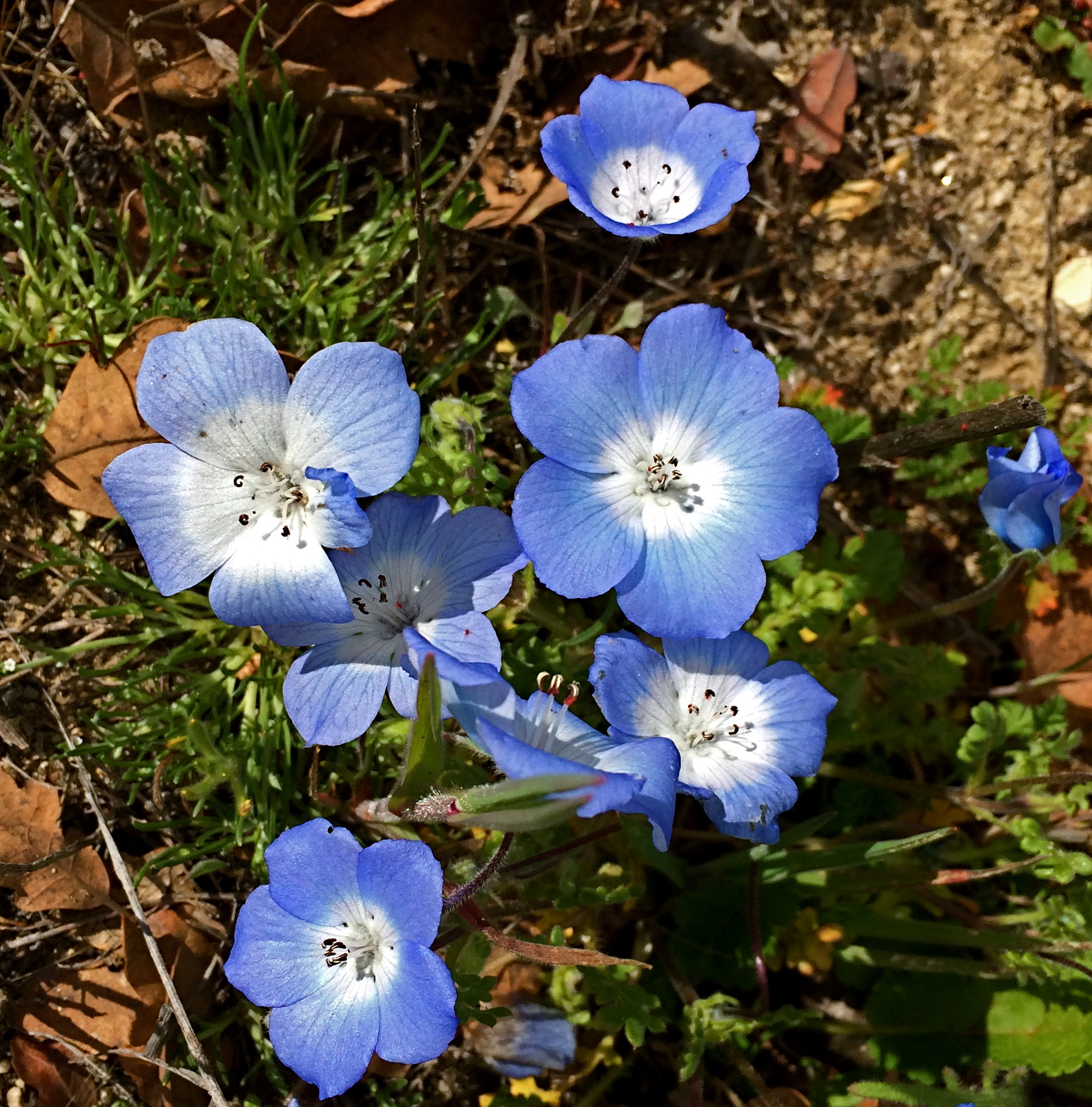
粉蝶花，加利福尼亞州聖路易斯-奧比斯保郡中部
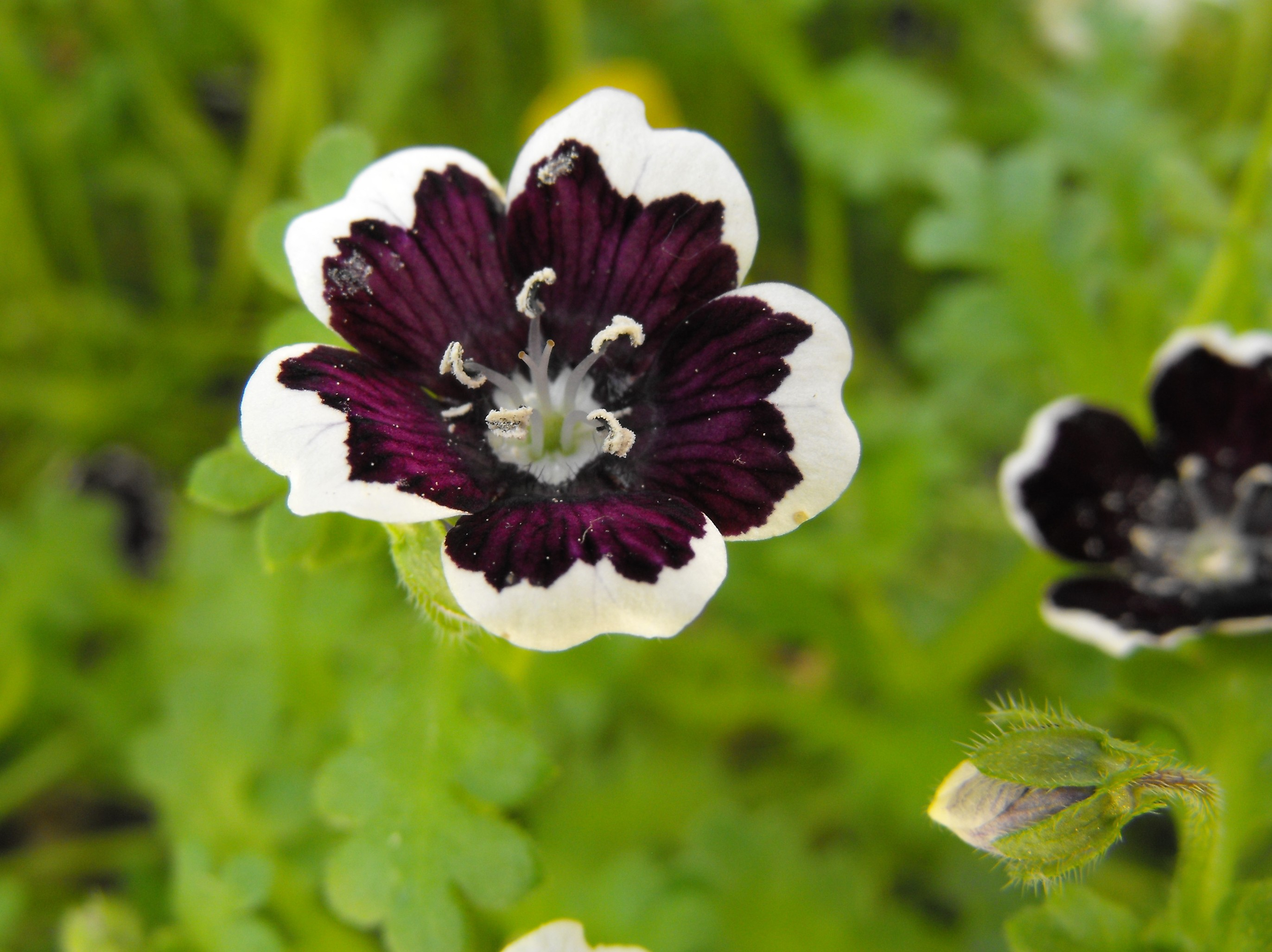
“Penny Black”粉蝶花，蘭喬聖安娜植物園
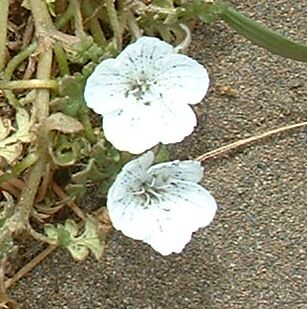
Nemophila menziesii var. atomaria
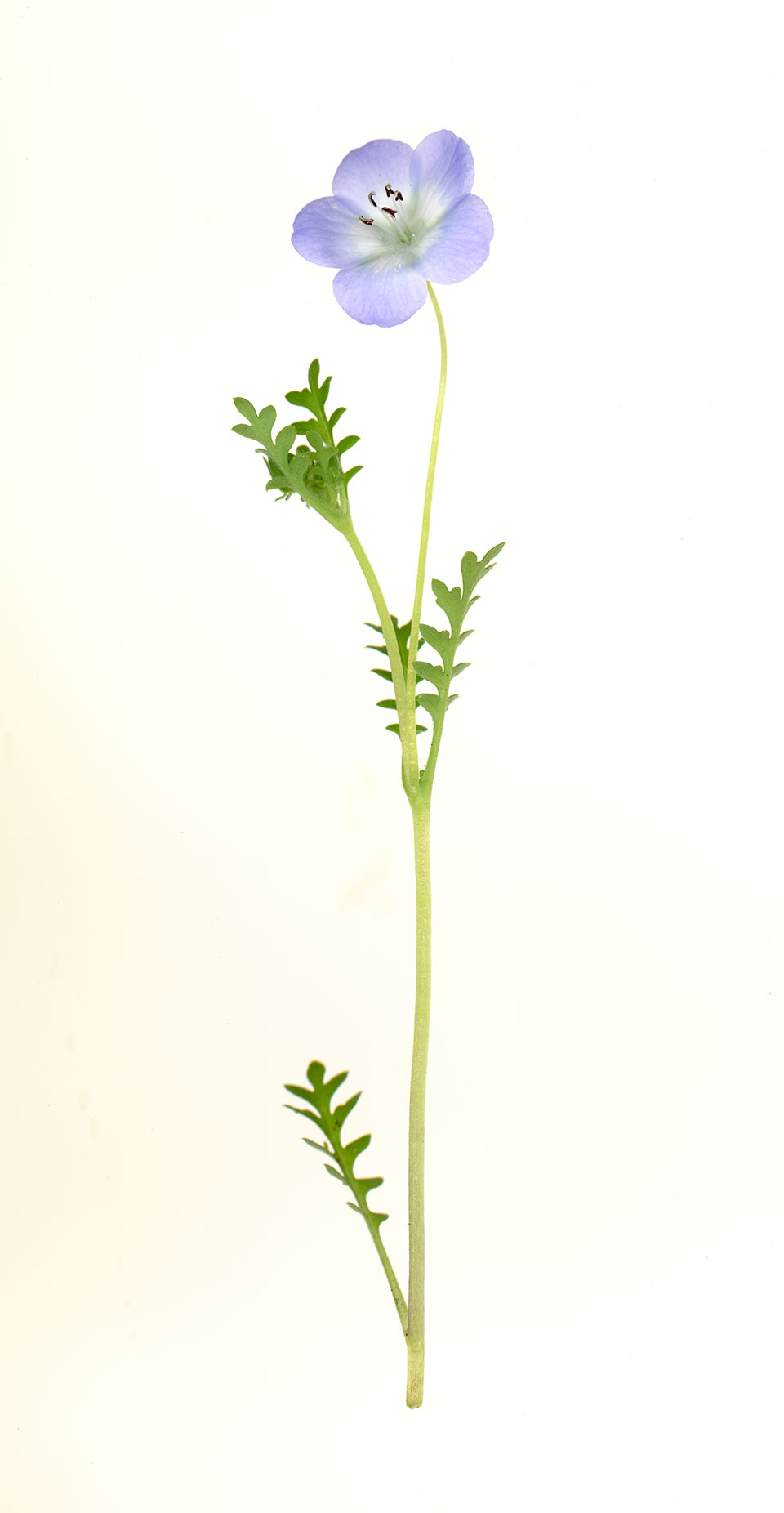
粉蝶花，來自加利福尼亞州聖地亞哥的掃描圖像
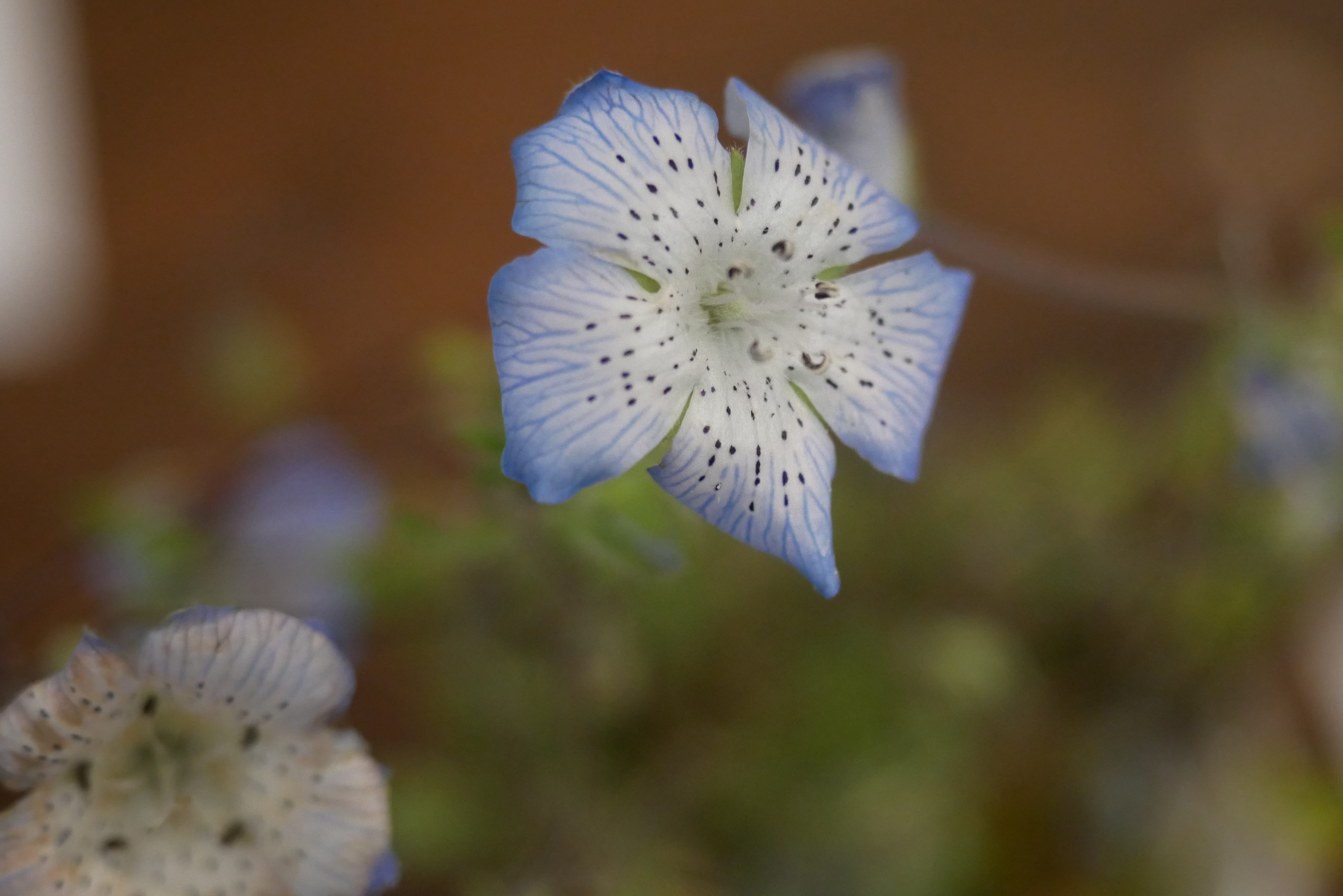
Nemophila menziesii var. integrifolia，特寫

## 外部連結
- 维基共享资源上的相關多媒體資源：粉蝶花
- Calflora Database: Nemophila menziesii (baby blue eyes) （页面存档备份，存于）
- CalPhotos - Nemophila menziesii （页面存档备份，存于）